# Erzherzog-Johann-Quelle

Erzherzog-Johann-Quelle in Sauerbrunn bei Marhof, Steiermark
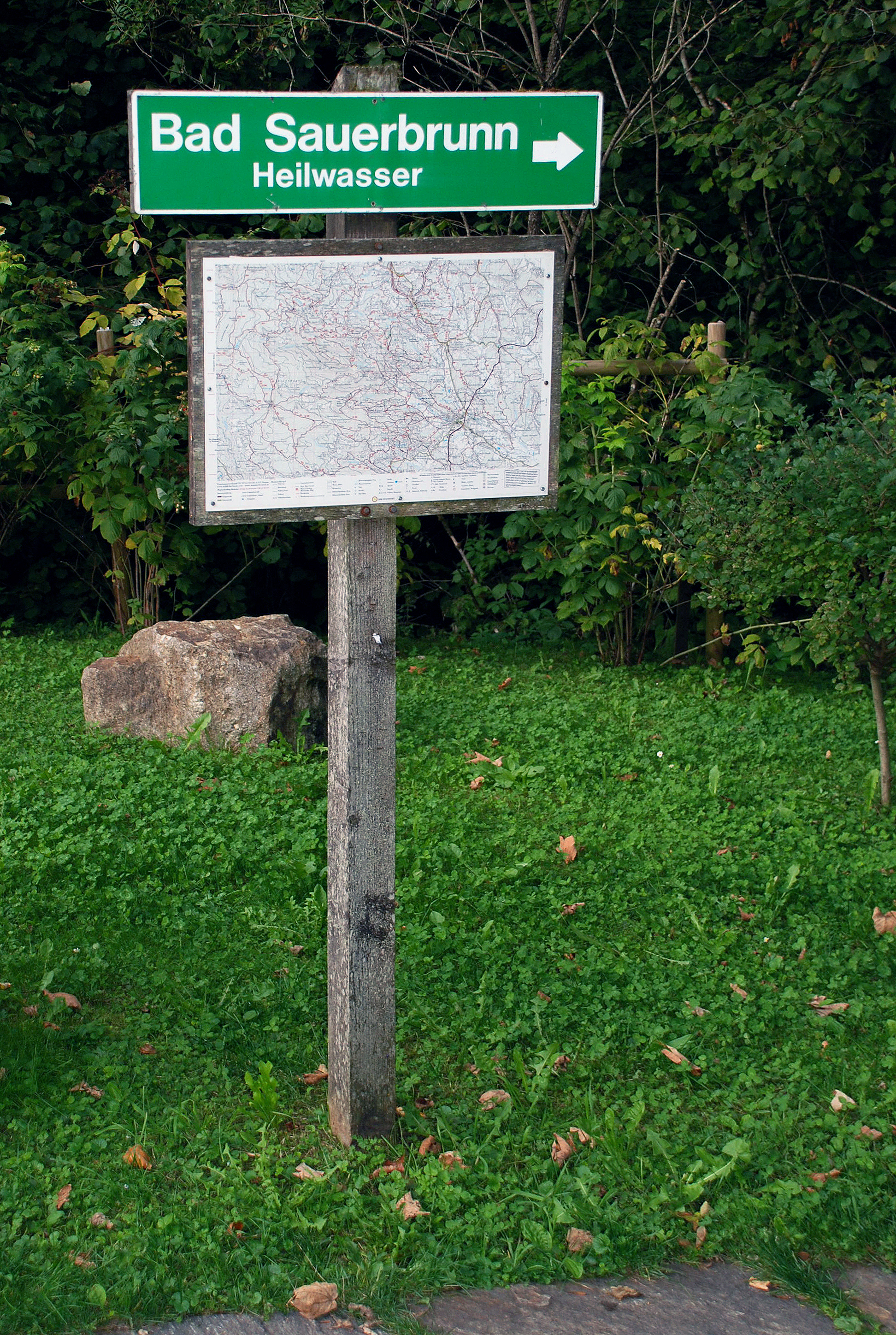
Wegweiser zum Heilquellenbrunnen
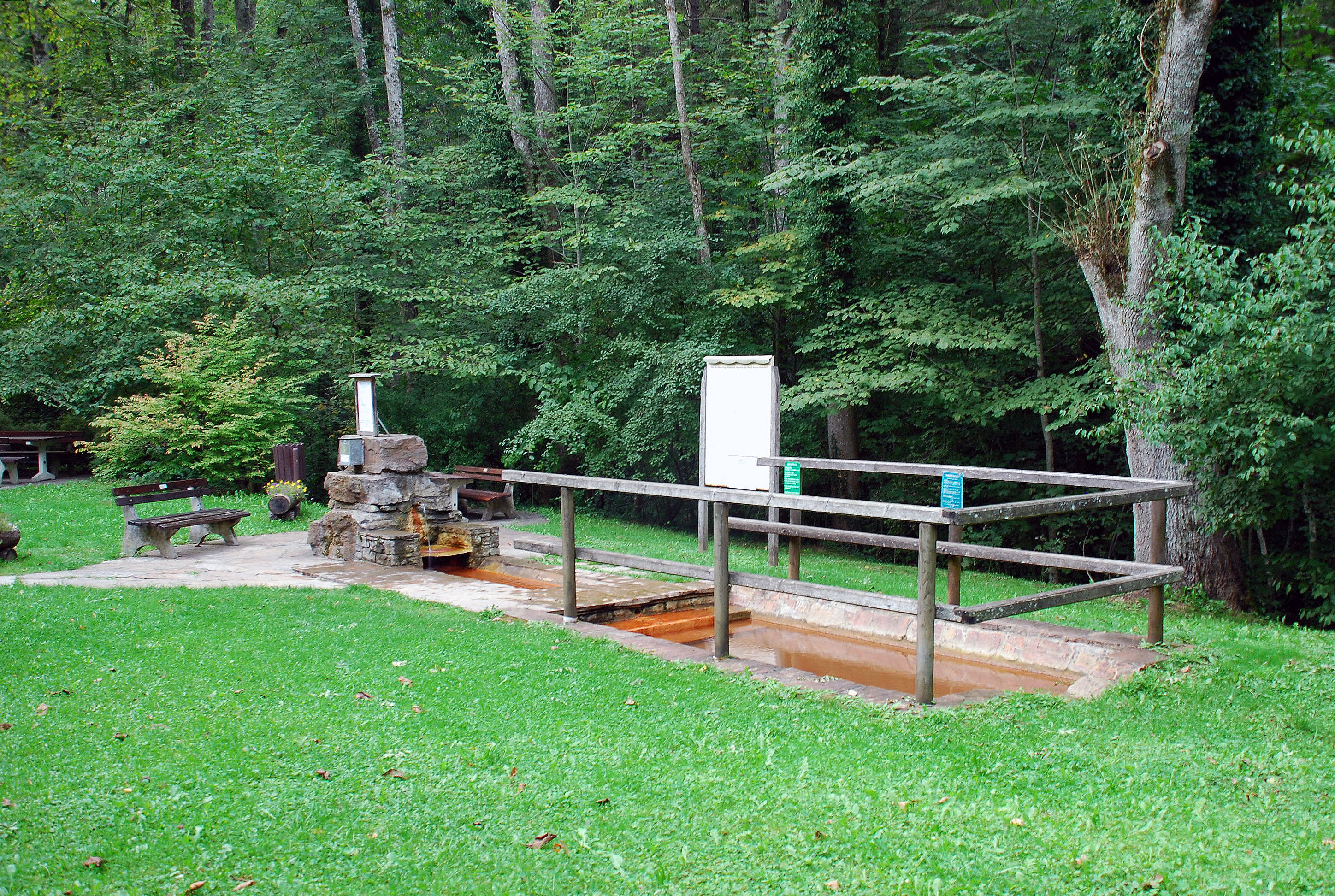
Brunnenanlage 2013
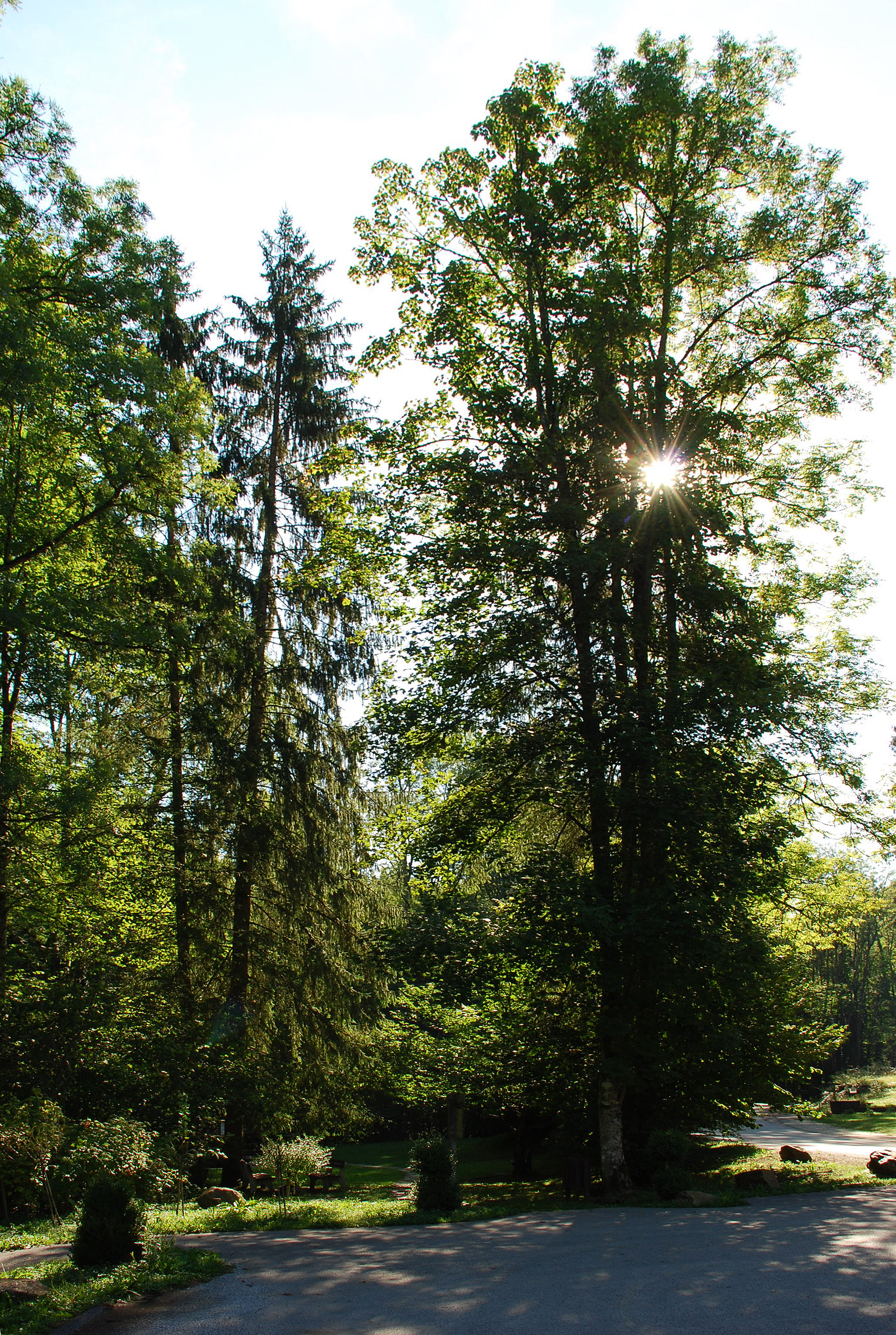
Park beim Brunnen der Erzherzog-Johann-Quelle
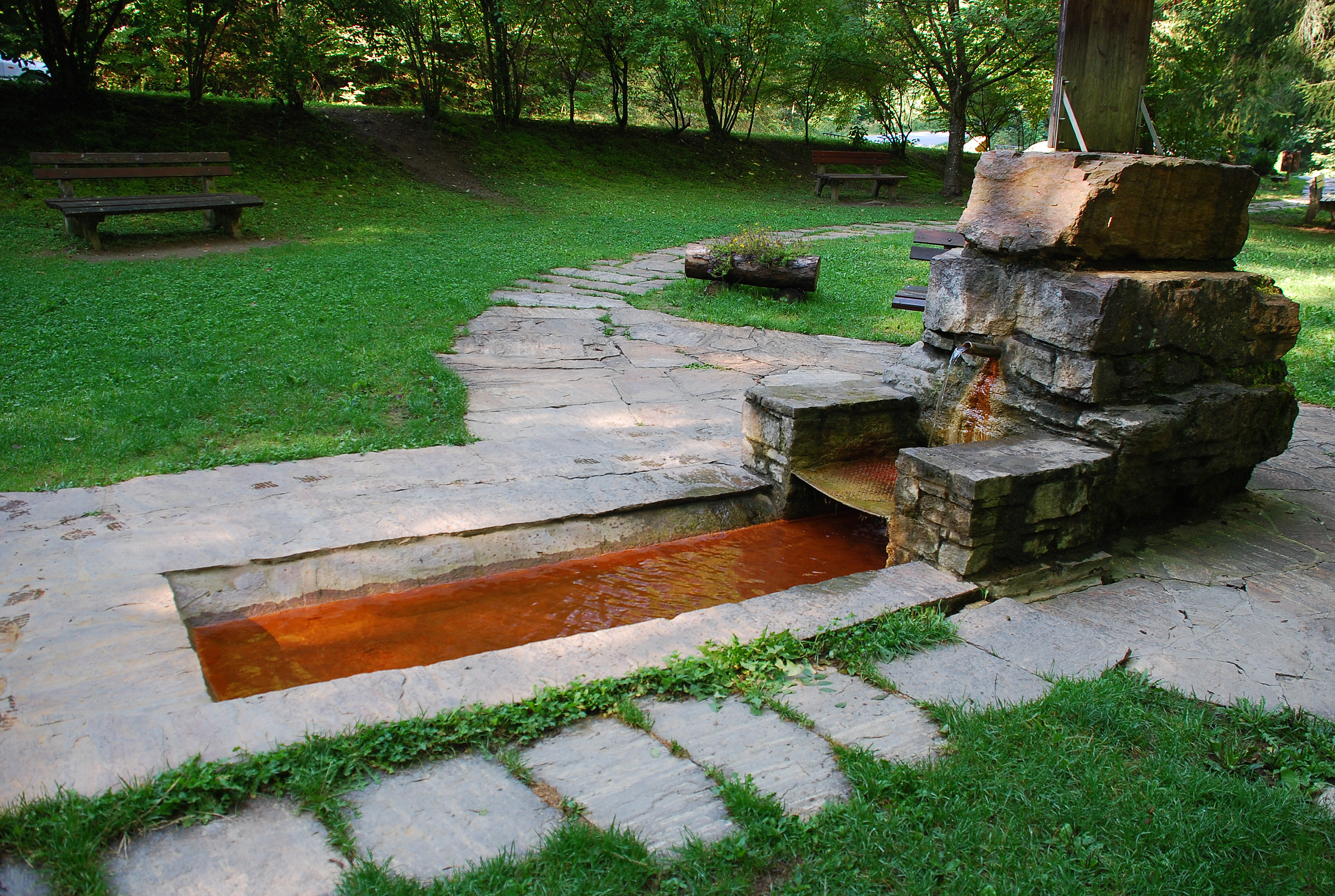
Brunnen und Becken beim Auslauf
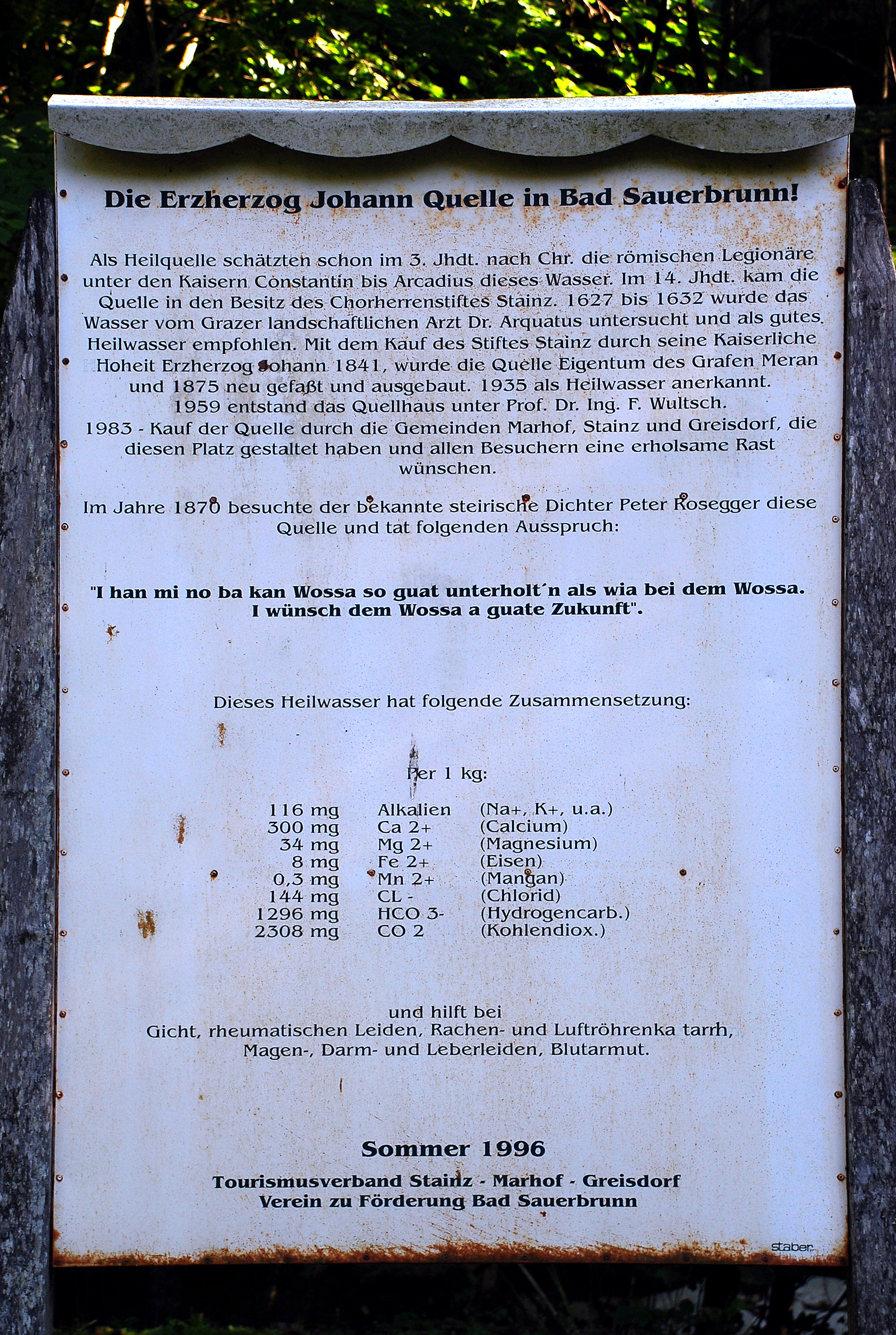
Geschichte und Wasserwerte
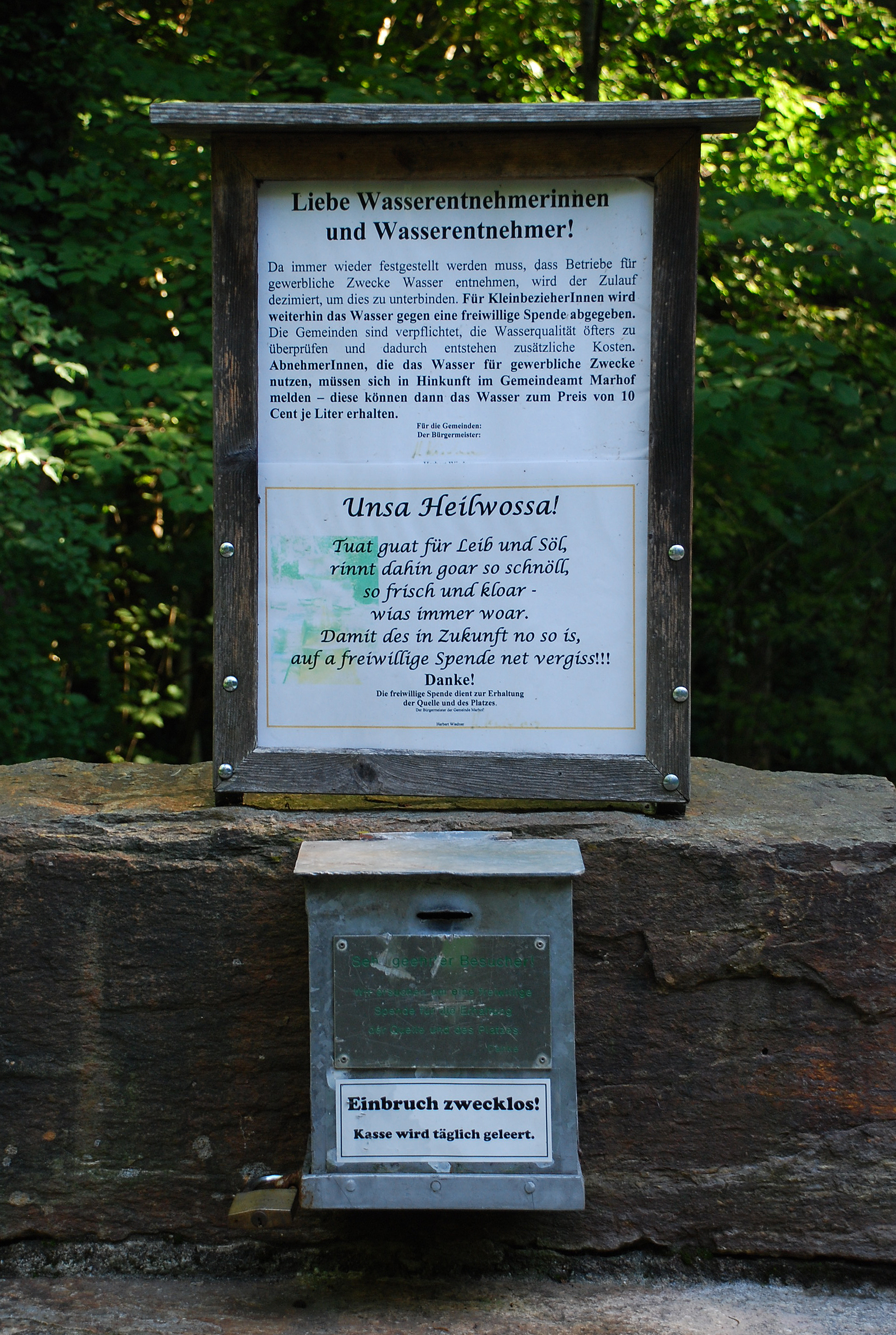
Regeln für die Wasserentnahme
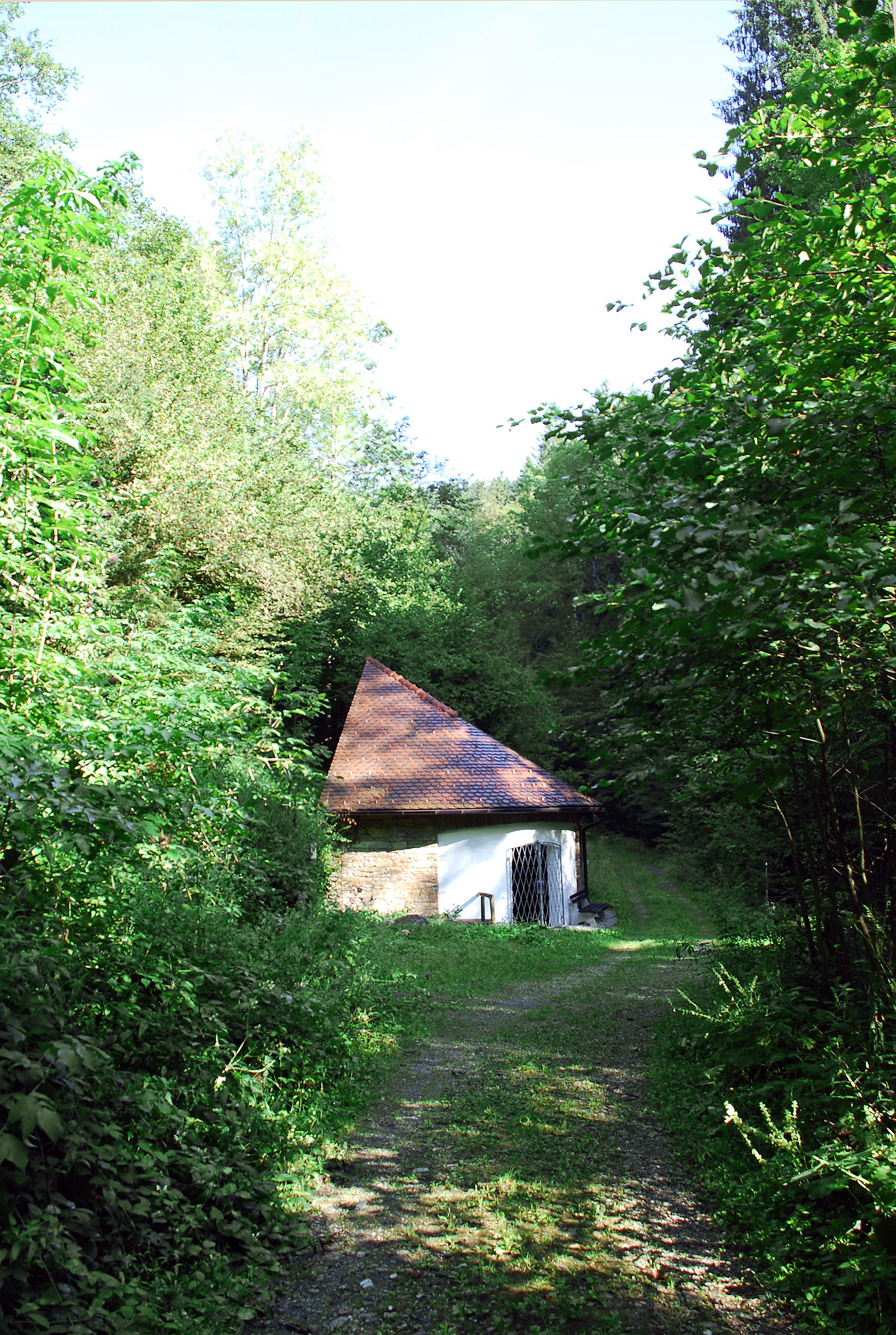
Gebäude der Quellfassung
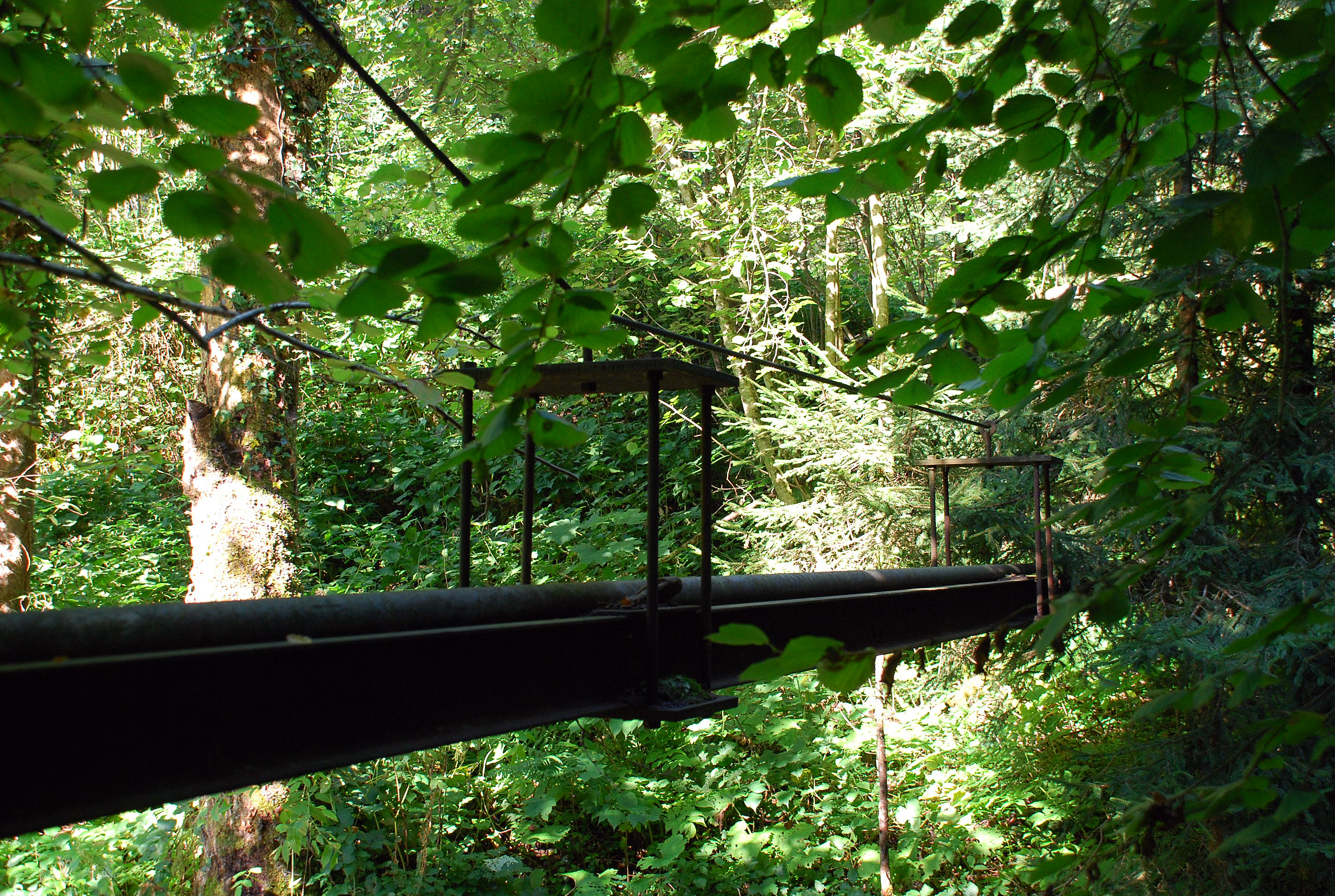
Rohrbrücke über den Stainzbach
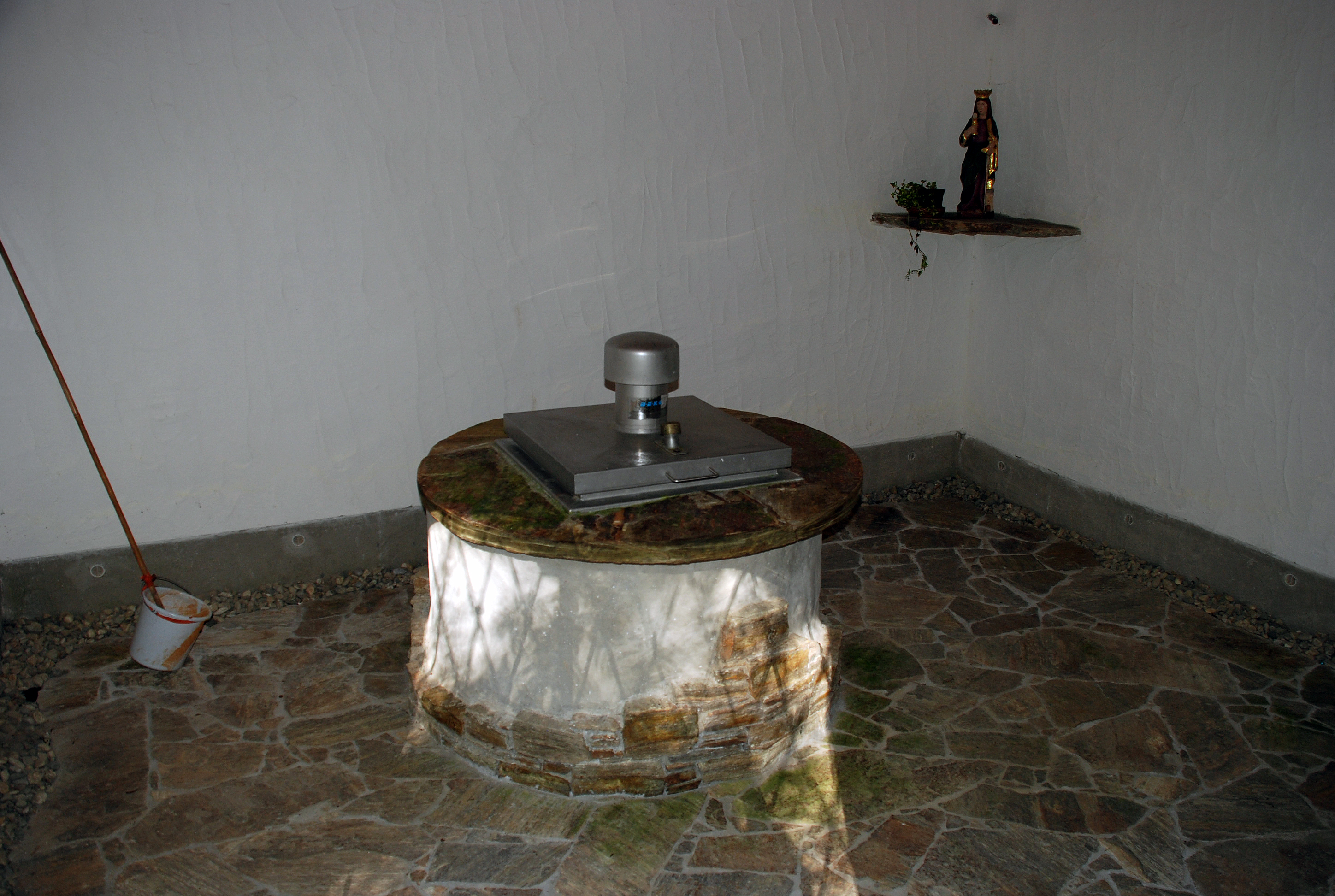
Fassung der Heilquelle
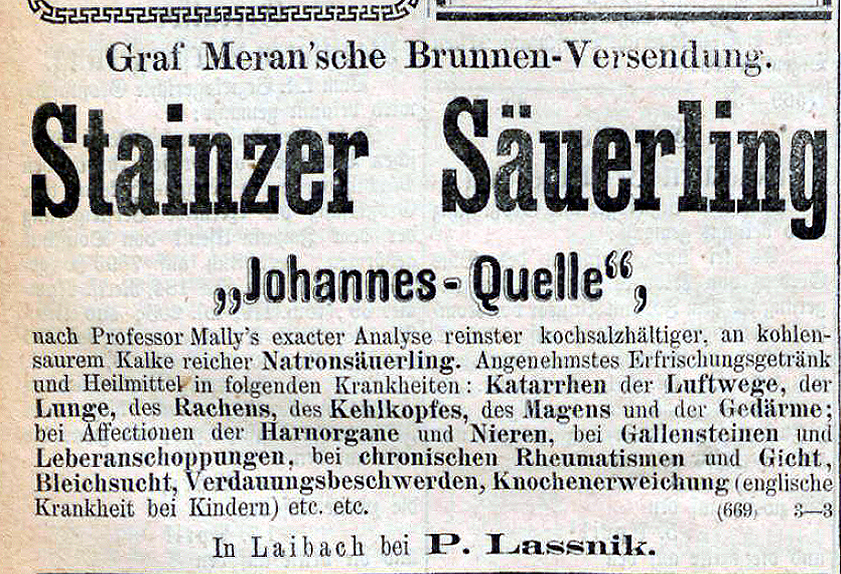
Inserat aus 1879

Die Erzherzog-Johann-Quelle, auch Stainzer Johannesquelle, Johannisquelle, Stainz-Teufenbacher Säuerling, Erzherzogs-Quelle genannt, ist eine Heilquelle in Sauerbrunn in der Weststeiermark.
Der Name der Quelle leitet sich von ihrem früheren Besitzer Erzherzog Johann ab. Die Anlage, in der sich der Auslaufbrunnen für das Quellwasser befindet, wird „Bad Sauerbrunn“ genannt. Das Siedlungsgebiet, in dem sich die Quelle befindet, trägt nur den Namen „Sauerbrunn“ ohne den Zusatz „Bad“.

## Lage
Die Erzherzog-Johann-Quelle ist die Hauptquelle einer Gruppe von Quellen, die als „Wegquelle, Waldquelle, Nebenquelle, Bachquelle“ o. ä. bezeichnet wurden. Die Quelle liegt im Ortsteil Sauerbrunn im Westen der Gemeinde Stainz (Gemeindeteil Marhof) auf etwa 500 m Seehöhe. Ihre Fassung befindet sich am Trogbach ca. 200 m flussaufwärts nordwestlich von dessen Mündung in den Stainzbach. Der Trogbach wird auch „Falleggbach“ oder „Sauerbrunnbach“ genannt, er scheint auch als „Mauseggbach“ auf.
Die anderen Quellen sind klein, in der Natur nur schwer auffindbar, aber an der (durch den Eisengehalt bewirkten) ockerfarbigen Umgebung des Quellauslaufes erkennbar. Im Tal des Trogbaches (Mausegger Graben) liegen die Hauptquelle, die Nebenquelle und die Bachquelle, im Stainzbachtal (Sauerbrunngraben), etwa 300 Schritte vom Zusammenfluss der beiden Bäche entfernt, sind die erste und die mittlere Waldquelle sowie die Wegquelle beschrieben.
Das Gelände um die Quelle (und damit auch diese selbst) steht ab 2015 im Alleineigentum der Gemeinde Stainz. Davor war es bis zur Zusammenlegung dieser Gemeinden Eigentum der Gemeinden Stainz, Marhof und Greisdorf. Dieser Grundbesitz umfasst circa fünf Hektar Grundstücksflächen, welche um den Zusammenfluss von Trogbach und Stainzbach liegen.
Um die Quelle liegen zwei Schutzgebiete, die sich im Wesentlichen auf das Flusstal und die daran liegenden Berghänge zwei Kilometer flussaufwärts des Stainzbaches, 500 m flussaufwärts des Trogbaches und zwei Kilometer flussabwärts des Stainzbaches erstrecken.

## Entwicklung
Die Erzherzog-Johann-Quelle war in der Antike bekannt. An ihr wurde eine „beträchtliche Anzahl von Bronzemünzen“ aus der Zeit der Kaiser Constantinus bis Arcadius, etwa von 292 bis 408 n. Chr. gefunden, die sich danach im Besitz der Grafen von Meran befanden.
Eine Legende besagt, dass das Wasser dazu beigetragen habe, die Bewohner von Stainz vor der Pest zu schützen. Nach einer anderen Erzählung soll der leichte Schwefelgeruch im Umfeld der Quelle darauf zurückzuführen sein, dass der Teufel dort mit dem Sohn eines Bewohners der Gegend zur Hölle gefahren sei.
Im 14. Jahrhundert kam das umliegende Gebiet und mit ihm die Quelle in den Besitz des Chorherrnstiftes Stainz. Quellfassungen sind ab der ersten Hälfte des 17. Jahrhunderts dokumentiert. 1632 wird über einen „Brunn zu Staintz“ in einem „valle obscura“ berichtet, bei dem Schwefelwasser aus einem Holzrohr fließt. Die Quelle wird im 18. und 19. Jahrhundert von mehreren Publikationen erwähnt, so im Historisch-Topographischen Lexikon von Carl Schmutz, der zwei Sauerbrunnen bei Stainz erwähnt.
Die Quelle scheint aber nicht immer auf, auch wenn der Sauerbrunngraben erwähnt ist.
1840 wurde sie mit dem Gut des 1785 aufgehobenen Stiftes Stainz von Erzherzog Johann erworben, ihr Name hat nichts mit Johannes dem Täufer oder anderen Heiligen zu tun.
1875 wurde die Quelle auf Betreiben des Sohnes von Erzherzog Johann, Franz Graf von Meran, neu gefasst, ein Brunnenrand aus Marmor umfasste sie, der Brunnen war mit einer Steinplatte abgedeckt. Sohle dieser Fassung war der anstehende Plattengneis. Die Anlage gehörte damals zum Stainzer Landgut der Nachkommen Erzherzog Johanns, der Grafen von Meran. Über diese Fassung wurde 1878 ein Pavillon aus Holz erbaut. Weiters entstand ein kleines Gebäude eines Kurbades 1883, es umfasste neben einer Wohngelegenheit Räume eines Gastgewerbes und einige Badekabinen. 1882 wurde die „gräflich Meransche Brunnenverwaltung“ gegründet und der Versand des Quellwassers in Flaschen aufgenommen. Ab 1883 war die Quelle Zentrum eines Kurbadebetriebes. Angeboten wurden Kuraufenthalte, Wannenbäder und Trinkkuren. Für Besucher bestand ein Kutschendienst des Gastwirtes Reinbacher aus Marhof mit 30 Pferden.
1908 ließ Hans Tauber sein Wohnhaus als Blockriegelbau oberhalb der Quellenanlage errichten, die „Villa Tauber“. Sie wurde später von seiner Tochter Margarete als Ergänzung zur (1978 eingestellten) Gastwirtschaft in Bad Sauerbrunn als „Pension Vogrin“ geführt. Das Haus bestand 2020 noch.
1920 erwarb Edgar von Rücker die Anlage und erhielt 1934 die Vertriebsgenehmigung für das Mineralwasser, das als „Stainzer Johannesquelle“ bezeichnet werden musste. Nach einer vorläufigen Verwaltung als deutsches Eigentum (v. Rücker war Deutscher) kaufte 1959 Ferdinand Wultsch das Anwesen. Der Gewerbebetrieb war in dieser Zeit meist verpachtet. 1950 bestand er aus einem Gasthaus, das nur mehr vier Kurgäste beherbergen konnte.
1960 wurde das Gasthaus renoviert, im Keller Badekabinen eingerichtet, die Zufahrtsstraße asphaltiert und eine neue Stromleitung errichtet. Ein neuer Fremdenverkehrsverein entstand ebenfalls. 1965 pachtete die Quelle Johann Klosius aus Söding, der mit dem Wasser eine Limonade mit dem Namen „Fontella“ erzeugte. Die Gaststätte führte in dieser Zeit die Stainzer Dichterin Marianne Holzinger. Für den Limonade- und den Badebetrieb war die Schüttung der Quelle letztlich zu gering, auch die Limonadenerzeugung und der Wasserverkauf mussten 1978 beendet werden.
Das Wasser war hundert Jahre, von 1878 bis 1978, abgefüllt und verkauft worden („Stainzer Sauerbrunn“, „Stainzer Säuerling“ oder „Stainzer Johannesquelle“). Das Abfüllgebäude schloss westlich an das Brunnenhaus an.
Die Anlage wurde 1983 an die drei damaligen Gemeinden Marhof, Greisdorf und Stainz verkauft. Die Gebäude des Badebetriebes wurden ab 1984 abgebrochen, nachdem sie einige Jahre leergestanden hatten, von den Anlagen existieren nur mehr geringe Mauerreste. Das im steiermärkischen Landesgesetzblatt genannte Grundstück (die Baufläche .37, ehemaliges Kurhaus) wurde mit einem anderen Grundstück zusammengelegt und existiert ebenfalls nicht mehr. Die bestehende Fassung entstand 1933, es wurde dabei ein Schacht 2,5 m tief bis unter das Niveau der Bachsohle des daneben fließenden Trogbaches gegraben. Das aussprudelnde Wasser war in einer Glasglocke sichtbar, es wurde in einen in die Erde gegrabenen Tiefspeicher mit ca. 3000 Liter Fassungsvermögen geleitet. 1959 entstand das noch bestehende Quellhaus.
Die Gemeinden betreuten gemeinsam die Grundstücke um die Quelle und machten ihr Wasser ca. 300 m südöstlich in einer kleinen Parkanlage an der Landesstraße L 642 „Sauerbrunnstraße“ frei zugänglich. Der Quellauslauf bestand bis etwa 1990 aus einem Baumstamm mit einem ausgehöhlten Ast als Auslaufrohr und einem Tisch. Später wurde ein Auslaufbrunnen aus Stein gemauert und zwei kleine Becken für Fußbäder errichtet. Der Brunnen wird über eine Rohrleitung aus der Quellfassung gespeist (das Rohr wird über eine Hängebrücke über den Stainzbach geführt). Der früher öffentlich zugängliche Wasserauslauf im Quellhaus wurde verschlossen, das Quellhaus versperrt, in dessen Nähe befinden sich keine Nutzungsmöglichkeiten mehr.
Die Quelle wurde 1935 als Heilquelle anerkannt, 1959 wurde ein Schutzgebiet festgelegt. In wasserrechtlichen Zusammenhängen wird die Quelle als „Heilquelle (Stainzer Sauerbrunn Johannesquelle 3/1567)“ bezeichnet. Eine über die Anerkennung als Heilquelle hinausgehende wasserrechtliche Bewilligung besteht nicht, dies mit der Begründung, dass die Quelle „schon seit uneruierbar langer Zeit existiere“. Ob diese Angabe darauf hindeutet, dass mit der Quelle das Recht der Einwohner des Gebietes verbunden ist, deren Wasser zu nutzen, ist nicht dokumentiert (die österreichische Rechtsordnung kennt die Ersitzung eines Rechts durch die Allgemeinheit, die sich auch in Wasserschöpfservituten ausdrücken kann und die nicht im Grundbuch eingetragen sein muss.)
Nutzungen anderer Stellen sind ebenfalls nicht dokumentiert. Die Quelle gilt damit als Privatgewässer der Grundeigentümerin, der Gemeinde Stainz. In der Nähe der Quelle ist beim Trogbach im Wasserbuch noch die Genehmigung einer betrieblichen Anlage eingetragen: Danach wäre die Einleitung biologisch gereinigter Betriebsabwässer in den Trogbach (auch Falleggbach genannt) genehmigt.
Die Unwetter im Spätsommer/Herbst 2024 und ihre Auswirkungen (Verlust der Standfestigkeit von Bäumen, Hangrutschungen etc.) beeinträchtigten auch die Quelle. Ein umgestürzter Baum beschädigte die freitragende Zuleitung des Quellwassers zum öffentlichen Brunnen, dessen Ausfluss versiegte. Der Schaden wurde repariert und hatte keinen Einfluss auf die Schüttung der Quelle von ca. 13 Litern in der Minute.
Der „Johannesbrunnen“, der etwa 3,5 km südöstlich von Sauerbrunn am Sierlingbach im Westen von Stainz liegt, ist eine einfache Raststation an Wanderwegen. Er hat mit der hier beschriebenen Quelle nichts zu tun und führt auch kein Mineralwasser.
Als „Sauerbrunnen im Stainztal“ werden in älterer Literatur auch Mineralquellen im Stainztal bei Luttenberg (Ljutomer) in Slowenien bezeichnet. Diese Quellen haben mit der hier dargestellten Quelle ebenfalls nichts zu tun. Der Stainzbach dieses Zusammenhanges ist die Ščavnica.

## Eigenschaften und Ursprung des Quellwassers
Das Quellwasser wird als Calcium-Natrium-Hydrogencarbonat-Typ mit einer Feststoffsumme von knapp 2.000 mg/l beschrieben, nach einer anderen Quelle als schwefelhaltiger Calcium-Natrium-Hydrogencarbonat-Säuerling. Eine ältere Publikation reiht ihn unter die „Alkalisch-erdigen Quellen“ der Steiermark ein. Eine positive Wirkung bei Gicht, rheumatischen Leiden, Rachen- und Luftröhrenkatarrh, Magen-, Darm- und Leberleiden sowie Blutarmut wird genannt.
Die Quelle lieferte nach Messungen 1984 etwa 13,4 Liter Wasser pro Minute, in den Jahren 1986 bis 1988 etwa 8 bis 10 l/min, eine Messung an der ersten Fassung ergab 1875 nur 1,32 l/min. Angaben, wonach die Schüttung „hoch“ sein soll, sind nicht verifizierbar. 1950 wurde das Wasser als „sehr kohlensäurehaltig, radioaktiv“ beschrieben. Im Geschmack weicht das Quellwasser stark vom üblichen Quellwasser des Gebietes ab, sein natürlicher Kohlensäureanteil ist beim Trinken wie bei leichtem Sodawasser spürbar. Für das Quellwasser wurde eine Temperatur von ungefähr 10 °C und ein pH-Wert von 5,39 (schwach sauer) publiziert. Es sind weiters Radioaktivität und Spuren von Lithium und Fluorid dokumentiert. Ein leichter Geruch nach Schwefelwasserstoff H2S ist nach der Literatur vorhanden, dies wird allerdings in der Trinkwasseranalyse vom August 2013 (siehe Bild) nicht erwähnt. Schwebstoffe im Wasser werden auf Mineralienauswaschungen zurückgeführt, die nach starken Regenfällen auftreten können, regelmäßige Untersuchungen bestätigen die gute Wasserqualität.
Die Quelle entspringt in einem Gebiet, dessen Gestein aus Stainzer Plattengneis besteht. Dieses Gestein wird von mehreren Klüften durchzogen, die Quelle wird als „Kluftwasser aus dem Plattengneiskörper“ bezeichnet. Der Calciumgehalt des Quellwassers wird auf einen Karbonatgesteinskörper zurückgeführt, der in den Gneis eingeschlossen ist bzw. unter ihm liegt, der Eisen- und Schwefelgehalt auf Pyritlager im kristallinen Gestein des Quellgebietes. Die Klüfte und deren Verzweigungen werden als Ursache dafür gesehen, dass in der Gegend der Quelle mehrere kleine Mineralquellen („Sauerwasseraustritte“) vorhanden sind. Eine Quelle liegt im Bett des Trogbaches etwa 60 Schritte talabwärts der Erzherzog-Johann-Quelle. 1836 wird über zwei nebeneinander liegende Quellen mit unterschiedlichen Wässern berichtet, es werden ein Säuerling und eine „schweflichte Quelle“ erwähnt.
1950 sind insgesamt acht Quellen mit Sauerwasser erwähnt, eine Untersuchung 1987 konnte nur die Bachquelle und eine kleine Quelle weiter östlich (Schüttung nur 10 l/Stunde) auffinden. Diese Quellen sind wegen ihrer geringen Schüttung für eine wirtschaftliche Nutzung nicht geeignet. Eine kleine Quelle (die „Nebenquelle“), die von der Hauptquelle leicht abweichende Analysenwerte aufweist, ist gemeinsam mit der Hauptquelle gefasst. Die Schüttung dieser Nebenquelle ist unterschiedlich publiziert, im Herbst 1857 wird ihr Wasser als fingerdicker Strahl beschrieben, 1870 führte sie zu wenig Wasser um ausreichend Probematerial für Untersuchungen zu gewinnen. Die Zusammensetzung der östlichen Quelle weicht ebenfalls von jener der Erzherzog-Johann-Quelle leicht ab.
2024 wurde die Johannesquelle als Calcium-Natrium-Hydrogencarbonat-Typ mit einer Feststoffsumme von 2.000 mg/l beschrieben. Heilende Wirkung soll sie bei Gicht, rheumatischen Leiden, Rachen-, Luftröhrenkatarrh, Magen-, Darm- und Leberleiden sowie Blutarmut entwickeln.
Die rostrote Farbe des Bodens der Becken beim Quellauslauf beruht auf dem Eisengehalt des Quellwassers, der mit der Umgebungsluft einen dünnen Belag aus Rost verursacht. An dieser Färbung ist auch zumindest die weiter östlich liegende, 1987 gefundene Quelle erkennbar.

## Nutzung
Die Entnahme des Wassers für private Zwecke ist kostenlos möglich, um Spenden wird gebeten. Gastgewerbebetriebe der Umgebung füllen das Wasser in Eigenregie ab und bieten es im Rahmen ihrer Betriebe an. Zwei kleine Becken stehen für Kaltwasserbäder zur Verfügung.
Eine intensivere Nutzung scheitert hauptsächlich an der zu geringen Wassermenge und an der örtlichen Lage der Heilquelle. Die Umgebung der Quelle bietet wenig Platz für einen größeren Ausbau, sie befindet sich in einer schattigen Lage in einem tief eingeschnittenen Tal. Bauten müssten an steile Berghänge gesetzt und der Stainzbach sowie der Trogbach hochwassersicher ausgebaut werden, was große Investitionssummen notwendig machen würde.
Möglichkeiten einer eingehenderen Nutzung der Quelle wurden mehrmals untersucht. 1950 wurde diskutiert, die Quelle in das Eigentum des Bundeslandes Steiermark zu übernehmen und dort einen „modernen Badebetrieb“ zu eröffnen. Neben anderen Großprojekten im steirischen Raum war damals geplant, bei Stainz ein „Römerbad“ zu schaffen, dies „als Ersatz für die an Jugoslawien gefallenen untersteirischen Bäder“ (z. B. Rohitsch-Sauerbrunn/Rogaška Slatina, wo sich bei mehreren Quellen schon Ende des 19. Jahrhunderts ein umfangreicher Bade- und Kurbetrieb etabliert hatte). Dazu kam es nicht.
Das Grundstück am Berghang direkt nördlich der Mündung des Trogbaches in den Stainzbach war in den 1980er Jahren als Standort eines neuen Kurbadegebäudes in Diskussion. Unter der Initiative des Kaufmannes Winfried Bräunlich wurden Planungsarbeiten und eine Gutachtenserstellung beauftragt. Es war ein mehrstöckiges Gebäude von etwa 650 m² Grundfläche, u. a. drei Wannenbädern und einem Mehrpersonenbad („Kommunikationsbad“ für 9 bis 12 Personen) geplant, das teilweise über die Flussläufe gebaut worden wäre. Der Parkplatz wäre an Stelle des heutigen Parks um den Quellauslauf gelegen. Gutachten und Architekturzeichnungen waren angefertigt, eine Grobkalkulation lag vor, ein Bau erfolgte nicht. Es war um 1989 von Baukosten von über 20 Mio. S (etwa 1,5 Mio. Euro, Wert 1990), einer Anzahl von bis zu 70.000 Besuchern jährlich bei Vollauslastung, zehn Arbeitsplätzen, einer entgeltlosen Geschäftsführung der Betreiberorganisation und einem Badebetrieb von bis zu 13 Stunden täglich ausgegangen worden. Dass diese Einschätzungen auf Dauer ohne Zuschüsse aus öffentlichen oder privaten Mitteln verwirklichbar wären, war nicht gesichert. Aus dieser Zeit bestand auch 2023 noch eine (wegen Baufälligkeit gesperrte) Brücke über den Trogbach.
Unter der Firma „Stainzer Johannesquelle in Sauerbrunn Badebetriebsgesellschaft m.b.H.“ bestand von 1989 bis Ende Februar 2009 eine Gesellschaft mit beschränkter Haftung, deren Gesellschafter die früheren Gemeinden Stainz, Marhof und Greisdorf waren. Diese Gesellschaft brachte keine Ergebnisse, ihre Anteile wurden 2009 abgetreten, der Firmensitz verlegt und der Firmenwortlaut geändert. Die Gesellschaft hat seither nichts mehr mit dem Thema zu tun.
Das Gelände um die Quelle und deren Auslaufbrunnen wurde zunächst vom „Verein zur Förderung des Bades Stainzer Johannesquelle“ verwaltet und betreut, der Verein führte auch Gespräche mit möglichen Investoren. Das war nicht erfolgreich, auch bestanden Uneinigkeiten zwischen den ursprünglich beteiligten Gemeinden Greisdorf, Marhof und Stainz. Der Verein löste sich mit 20. November 2023 freiwillig auf. Das verbliebene Vereinsvermögen von ca. 5200 Euro wurde der Gemeinde Stainz übergeben, welche bereits in den letzten Jahren die Betreuungsarbeiten rund um die Quelle und den Auslaufbrunnen übernommen hatte.
In der Zeit um 2000 wurde überlegt, nördlich der Quelle eine kleine Feldbahnstrecke aufzubauen. Auch dazu kam es nicht, es lagen 2011 allerdings noch Gleisreste und Weichen im Trogbachtal ca. 600 m flussaufwärts des Gebäudes der Quellfassung unterhalb des verlassenen Bauernhofes vlg. Leitenpeterkeusche.
Bei Bad Sauerbrunn befinden sich keine Wohnstätten sowie außer einigen Tischen im Park um den Brunnen, einem WC-Container und einer Transformatorenstation keine weiteren Einrichtungen der Infrastruktur, keine Gaststätten und Übernachtungsmöglichkeiten. Für Übernachtungen stehen die Zimmervermieter in Marhof und anderen Gebieten des Stainztals zur Verfügung.